# Task Force 16

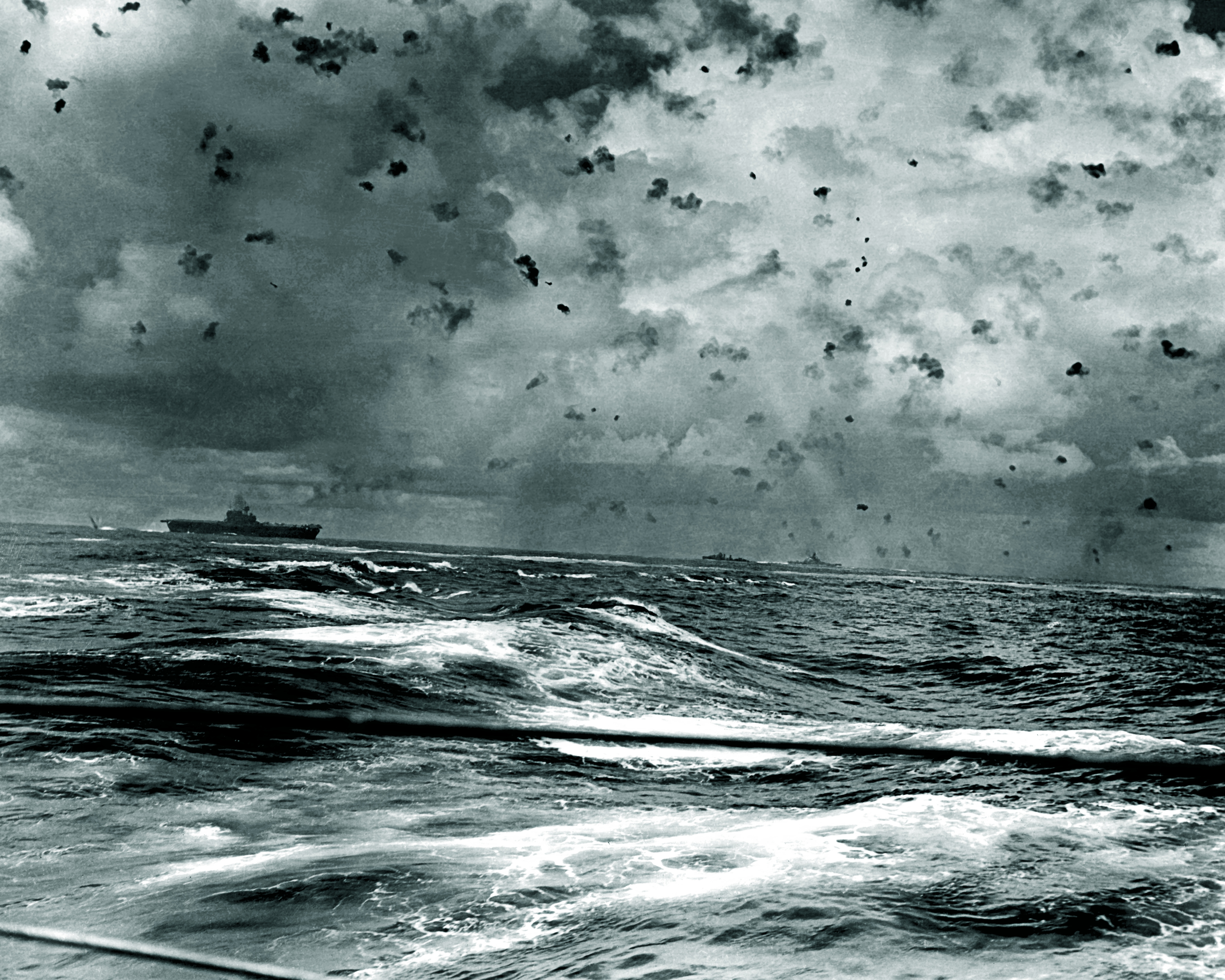
Le porte-avions attaqué par des bombardiers en piqué le 26 octobre 1942, lors de la bataille des îles Santa Cruz.

La Task Force 16 ou TF 16 est une task force de la United States Navy pendant la Seconde Guerre mondiale qui a participé aux plus grandes batailles de la guerre du Pacifique.

## Historique
Elle fut formée mi-février 1942 autour de l'Enterprise et sous le commandement du vice amiral William F. Halsey. Les croiseurs Salt Lake City et Northampton, ainsi qu'une demi-douzaine de destroyers, complétaient la task force.
La première mission de la task force fut de bombarder Wake et l'île Marcus. Ensuite, la TF forma en avril 1942, avec la TF 18 et le Hornet, la force qui allait mener le Raid de Doolittle sur Tokyo. En mai 1942, Halsey reçut l'ordre de rejoindre la TF 17 dans la mer de Corail, mais la bataille de la mer de Corail était terminée avant l'arrivée de la TF 16.
Halsey fut alors hospitalisé en raison d'une maladie de peau, et le contre-amiral Raymond Spruance reprit la TF 16, qu'il commanda, ainsi que la TF 17, pendant la bataille de Midway.
En août 1942, la task force fut placée en soutien du débarquement sur Guadalcanal et combattit durant la bataille des Salomon orientales, la bataille des îles Santa Cruz en octobre, la bataille navale de Guadalcanal en novembre, et couvrit la retraite de la TF 18 après la bataille de Rennell.
En mars 1943, le task group 16.6 combattit lors de la bataille des îles Komandorski et bombarda l'île d'Attu en avril. L'ensemble de la TF participa à la prise des îles Aléoutiennes.
En 1944 et 1945, la task force devint une unité de ravitaillement formée de navires pétroliers et de destroyers.